# Akihito Tsukushi
Akihito Tsukushi, pseudonimo di Shigeya Suzuki (鈴木茂也; Sagamihara, 5 maggio 1979), è un illustratore, fumettista e designer giapponese.
È anche conosciuto come Ichimi Tokusa (とくさ一味), ed è noto per essere l'autore del manga Made in Abyss.

## Panoramica
Tsukushi ha inizialmente frequentato la Tachibana Gakuen High School per poi diplomarsi alla Tokyo Design Academy. Dal 2000 al 2010 ha lavorato per la Konami, per poi diventare un illustratore freelance. Durante la sua permanenza alla Konami ha lavorato all'animazione e alla progettazione dell'interfaccia di titoli come Elebits ed Elebits: The Adventure of Kai and Zero e l'anime Otoshi-Jūshi Akazukin.
Dopo aver lasciato Konami, Tsukushi ha iniziato a disegnare manga, debuttando nel 2011 con il manga dōjinshi Star Strings Yori (スターストリングスより). Successivamente nel 2012 ha iniziato a serializzare il suo manga Made in Abyss (メイドインアビス) sul sito web Web Comic Gamma.

## Lavori

### Manga
- Made in Abyss (pubblicato da Takeshobo, 12 volumi, 2012) - In Corso
- Star Strings Yori (pubblicato da Takeshobo, 1 volume 2011)

### Anime
- Made in Abyss (prodotto da Kinema Citrus nel 2017)
- Otoshi-Jūshi Akazukin (accreditato come Ichimi Tokusa)
- The Lost Village (design del villaggio Nanaki)

### Videogiochi
- Elebits ed Elebits: The Adventure of Kai and Zero (charachter design)
- The Sword of Etheria (design dei mostri, animazione dei personaggi) (accreditato come Shigeya Suzuki)
- Suikoden III
- LovePlus
- Dewy's Adventure
- Made in Abyss: Binary Star Falling into Darkness (supervisore della storia originale)